# Prionopeltis montanus
Prionopeltis montanus är en mångfotingart som beskrevs av Chamberlin 1921. Prionopeltis montanus ingår i släktet Prionopeltis och familjen orangeridubbelfotingar. Inga underarter finns listade i Catalogue of Life.